# 奥地利的安妮
奧地利的安娜·玛丽亚·莫莉西娅（西班牙語：Ana María Mauricia de Austria，1601年9月22日—1666年1月20日），又称安妮·德·奧地利（法語：Anne d'Autriche），西班牙公主，是法國王后和末代下納瓦拉王后 ，1643年至1651年她的儿子路易十四少年时期的法国摄政。在她摄政期间，儒勒·马萨林担任法国首席部长。对她那个时代的法国宫廷生活的描述强调了她与丈夫之间艰难的婚姻关系，她与儿子路易十四的亲密关系，以及她对儿子與儿媳玛利亚·特蕾莎（Maria Theresa）結婚的反对。她是17世纪欧洲最著名的女性之一。

## 早年生活

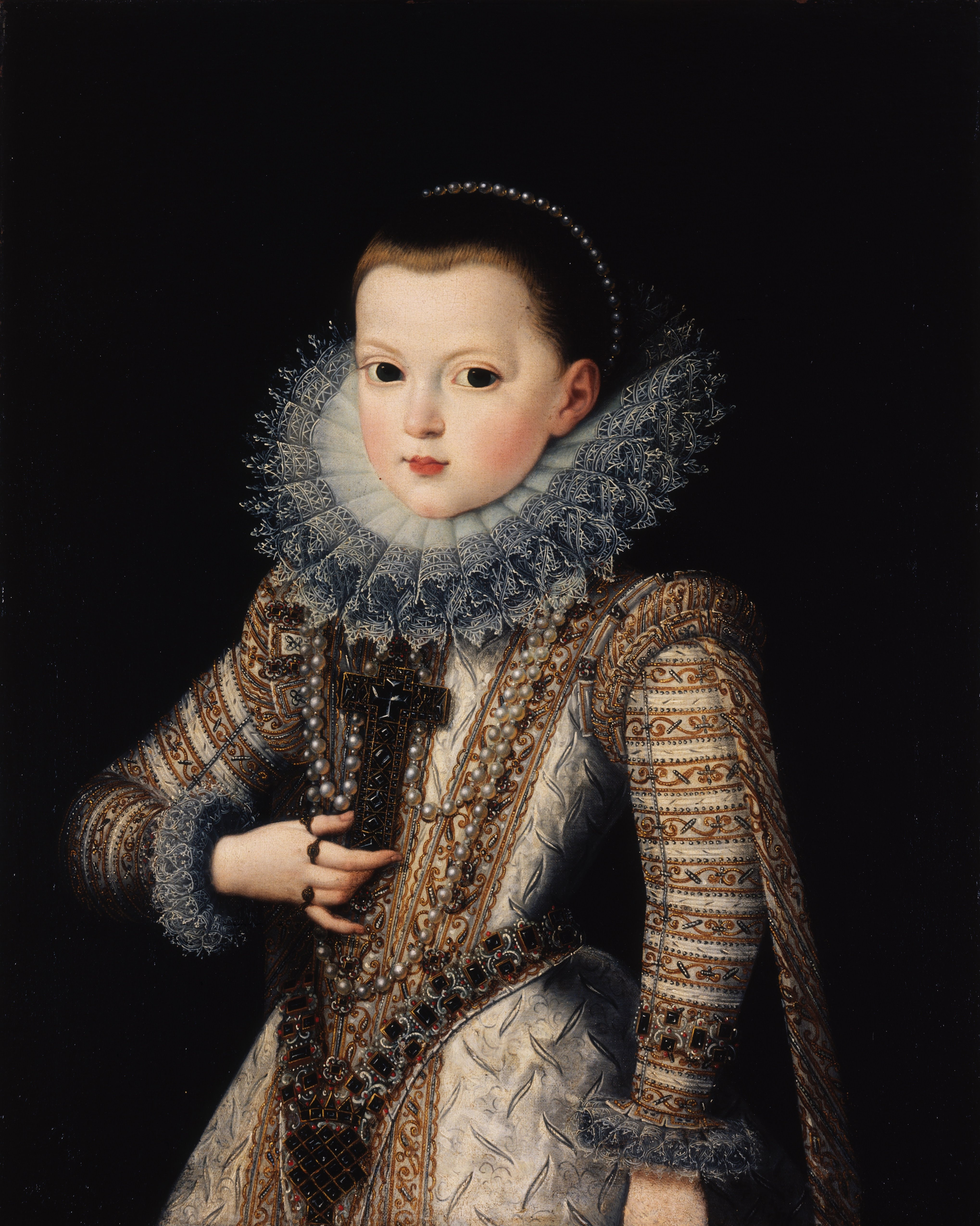
1607年，6岁的安妮。

安妮出生于贝纳文特的巴利亚多利德，是西班牙国王腓力三世和王后玛格丽特的长女，在马德里王家城堡长大。由於其家世，她拥有西班牙公主、葡萄牙公主以及奥地利女大公的头衔。尽管出生在西班牙，人們依當時的習俗稱呼她為「奥地利的安妮」，因为這時的西班牙王室出自奥地利（哈布斯堡王朝）；「哈布斯堡王朝」這一稱呼，在當時乃至於19世纪之前并不常见。

## 法国生活
1615年她与同为14岁的法国国王路易十三结婚。她父亲给了她五十万元的嫁妆和许多漂亮的珠宝，这次婚姻带有政治婚姻性质，婚后夫妇二人都很不快乐，而从1620年开始两人实际上处于分居状态。路易十三最主要的权臣、红衣主教黎塞留怀疑安妮对法国的作用。由于安妮的西班牙出身和她哈布斯堡王朝成员的身份，黎塞留一直担心她对法兰西背叛。黎塞留在多次反对路易十三的叛乱發生后都指控奥地利的安妮是阴谋策划者的同谋，然而這從未有證據證實。
1643年路易十三去世，其后安妮承担起为自己年幼的儿子、未来的“太阳王”路易十四摄政的艰巨任务。她把内政和外交大权都交给了黎塞留指定的繼任者马萨林。在马萨林坚强的领导下，路易十四的王权压倒了法国最后一批企图与王室分庭抗礼的贵族。安妮与马萨林作为路易十四的摄政和保护人，成功地镇压了1648年～1653年的投石党运动，迫使包括孔代亲王路易二世在内的大贵族变成国王温顺的臣属。奥地利的安妮摄政时期的重要性在于，它为路易十四的君主专制奠定了基础。
1661年，马萨林去世，路易十四开始亲政。奥地利的安妮退出了政治生活，在修道院中度过了余年。一直有传言说安妮曾与马萨林秘密结婚。1666年1月20日，安妮在巴黎去世。她的儿子路易十四称王太后即她的母亲不仅是一位伟大的王后，也足以进入最伟大国王的行列。死因是乳腺癌。她的心遗赠给了圣宠谷修道院。

## 相关文学作品
在法国作家大仲马的著名小说《三劍客》中描写了奥地利的安妮的形象。